# Fryderyk Eisenbraun
Fryderyk Eisenbraun, właśc. Friedrich August Eisenbraun (ur. 23 grudnia 1822 w Stadecken, zm. 14 października 1902 w Łodzi) – łódzki fabrykant.

## Życiorys
Fryderyk Eisenbraun po przybyciu na obszar Królestwa Polskiego osiadł w Bechcicach, gdzie posiadał niewielką tkalnię materiałów bawełnianych (4 krosna) i skąd dostarczał towary swojemu bratu w Łodzi. W 1861 był jednym z przywódców luddyzmu łódzkiego – buntu tkaczy przeciwko zmechanizowaniu przemysłu włókienniczego. W 1865 przeniósł tkalnię na ul. Zachodnią w Łodzi. Następnie po 1881 przeniósł ją na ul. Piotrkowską 68. Tam wybudował mechaniczną tkalnię obejmującą 64 krosna oraz przędzalnię odpadków bawełnianych. W tkalni przy ul. Piotrkowskiej zatrudniał 185 robotników. W 1894 kupił działkę przy ul. Widzewskiej 224 (późn. ul. J. Kilińskiego 228), gdzie wybudował manufakturę zajmującą się wytwarzaniem przędzy i tkanin bawełnianych. „Manufaktura Bawełniana F. Eisenbraun” obejmowała przędzalnię z 23 tys. wrzecionami oraz tkalnię z 506 krosnami, a także draparnię, farbiarnię i bielnik. Eisenbraun zatrudniał w niej około 1000 osób.
W latach 1894–1895 Eisenbraun wybudował willę przy fabryce – tzw. willę Fryderyka Eisenbrauna, która do 1945 była w rękach rodziny Eisenbraunów.
Eisenbraun zmarł w 1902 – został pochowany w części ewangelickiej Starego Cmentarza w Łodzi. Po jego śmierci firmą zarządzali jego synowie, Cezar i Gustaw, a w późniejszym okresie wnuk Artur.

### Życie prywatne
Był synem Andresa Eisenbrauna (1797–1874) i Anny Margarethe (1800–1850) z domu Degreif. Jego żoną była Emilie Ehrlich (zm. 1898), z którą miał co najmniej czterech synów i jedną córkę:
- Alvina Eisebrauna (1851–1901)
- Eduarda Eisenbrauna (1852–1852)
- Amalie Eisebraun (1853–1875)
- Gustawa Eisebrauna (1857–1945) – przedsiębiorcę[5],
- Cezara Eisebrauna (1858–1933)[1] przedsiębiorcę, społecznika, członka rady miejskiej w Łodzi[5][3].